# Borik
Borik is een plaats in de gemeente Mikleuš in de Kroatische provincie Virovitica-Podravina. De plaats telt 420 inwoners (2001).